# Караколь (Иргизский район)
Караколь (каз. Қаракөл) — упразднённое село в Иргизском районе Актюбинской области Казахстана. Ликвидировано в 2015 году. Входило в состав Таупского сельского округа. Находится примерно в 67 км к юго-востоку от села Иргиз, административного центра района. Код КАТО — 156845400.

## Население
В 1999 году население села составляло 218 человека (106 мужчин и 112 женщин). По данным переписи 2009 года, в селе проживало 210 человек (74 мужчины и 136 женщин).